# Micròtom
Aparell emprat per a fer talls molt prims i regulars de teixits vegetals o animals per a preparacions microscòpiques.
El més simple és el micròtom de cargol o manual, format per un cargol micromètric que fa sobresortir la peça que cal tallar al mig d'una plataforma llisa, i hom fa el tall amb una navalla histològica; és emprat sobretot per a tallar teixits vegetals. Correntment són emprats els anomenats micròtoms universals, que són micròtoms de precisió (micròtom de lliscament, micròtom de Minot, de Ranvier, de Leitz, de Becke, de Thoma-Jung), molt més complexos i variats. En el micròtom de congelació, emprat per a tallar material congelat, la navalla és refredada contínuament. La microscòpia electrònica exigeix l'ús de l'ultramicròtom.